# Хан, Хапса
Хапса Хан (1881, Сулеймания — 12 апреля 1953) — ранняя курдская феминистка и националистический лидер, основавшая первую женскую школу в Ираке. Организация называлась Ассоциация курдских женщин.

## Биография
Хапса родилась в 1891 году в Сулеймании в знатной курдской семье. Хапса была дочерью шейха Марифа и Сальмы Хан. В 1926 году она сыграла значительную роль в основании первой школы для девочек в Сулеймании / Силемани. Она встречалась с учителями, чтобы зарегистрировать как можно больше девочек в школу. Активистка также убеждала родителей отправлять своих дочерей в школу. Немецкий фотограф Лотте Эррелл описала Хапсу Хан как женщину, «муж которой встаёт, когда она входит в комнату».
В 1920 году Хан вышла замуж за курдского лидера шейха Кадира Хафида, брата Махмуда Барзанджи, сыгравшего ведущую роль в сопротивлении курдов против британской оккупации. Хан сыграла свою роль в восстании, финансируя его, убеждая других присоединяться к нему и организовывая акции протеста в Сулеймании.
В 1930 году Хан отправила письмо в Лигу Наций, выступая за права курдов и курдское государство. Когда Кази Мухаммед основал Республику Мехабад в 1946 году, она поддержала решение о провозглашении независимости.

## Роль в сообществе
После её смерти в 1953 году её дом стал школой. Влияние Хан на курдских женщин продолжается и по сей день. В феврале 2019 года телеканал Kurdistan 24 сообщил, что победитель конкурса моды в Сулеймании основывал свой дизайн традиционного костюма на стиле Хапсы Хан.